# Jhalu
Jhalu è una suddivisione dell'India, classificata come nagar panchayat, di 18.701 abitanti, situata nel distretto di Bijnor, nello stato federato dell'Uttar Pradesh. 